# 13e cérémonie des Victoires de la musique
 (avril 2025).
Si vous disposez d'ouvrages ou d'articles de référence ou si vous connaissez des sites web de qualité traitant du thème abordé ici, merci de compléter l'article en donnant les références utiles à sa vérifiabilité et en les liant à la section « Notes et références ».
La 13e cérémonie des Victoires de la musique a lieu le 20 février 1998 à l'Olympia. Elle est présentée par Michel Drucker.

## Palmarès
Les gagnants sont indiqués ci-dessous en tête de chaque catégorie et en caractères gras.

### Artiste interprète masculin

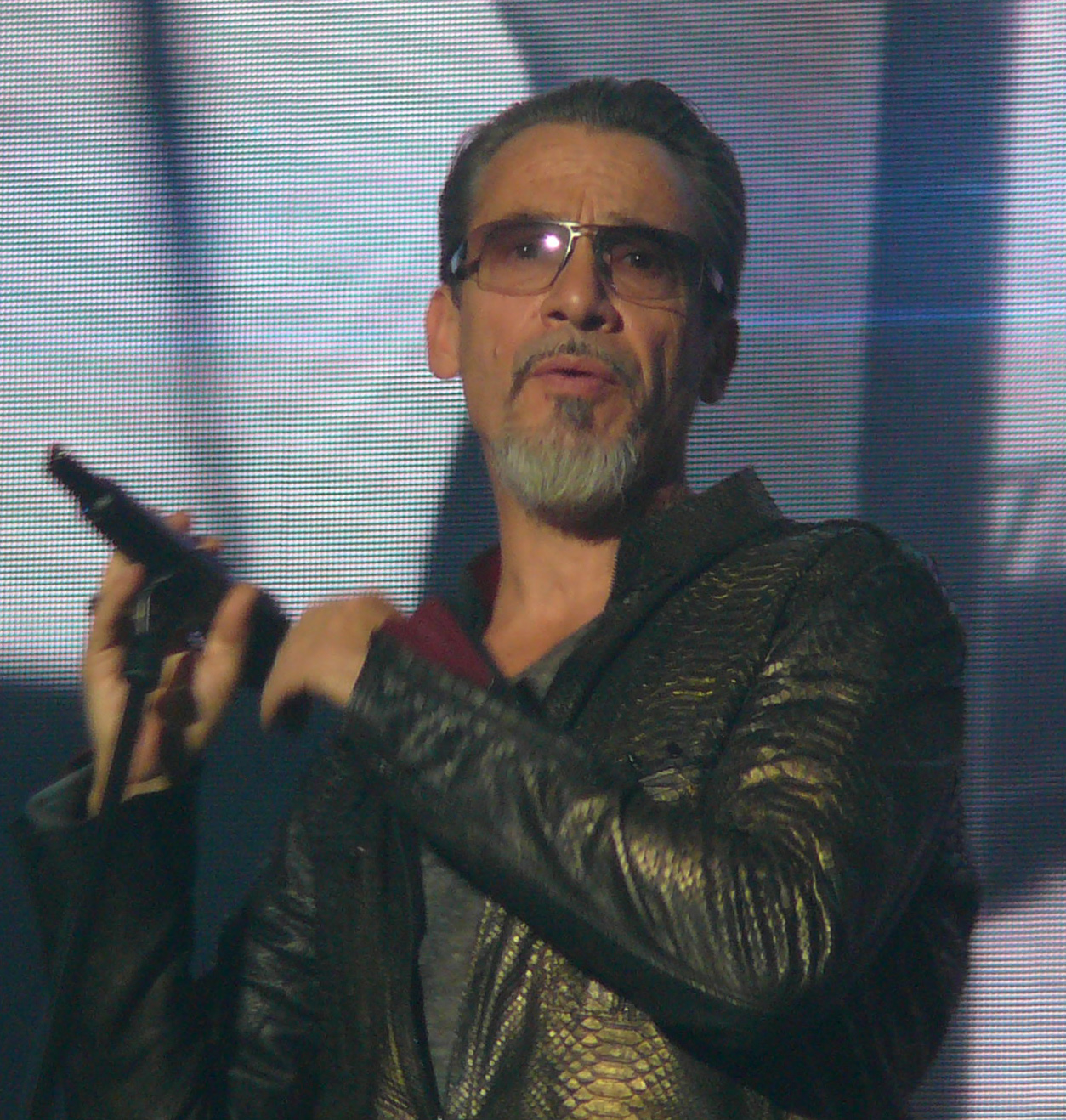
Florent Pagny, artiste masculin de l'année

- Florent Pagny
  - Julien Clerc
  - Étienne Daho
  - Eddy Mitchell
  - Pascal Obispo

### Artiste interprète féminine

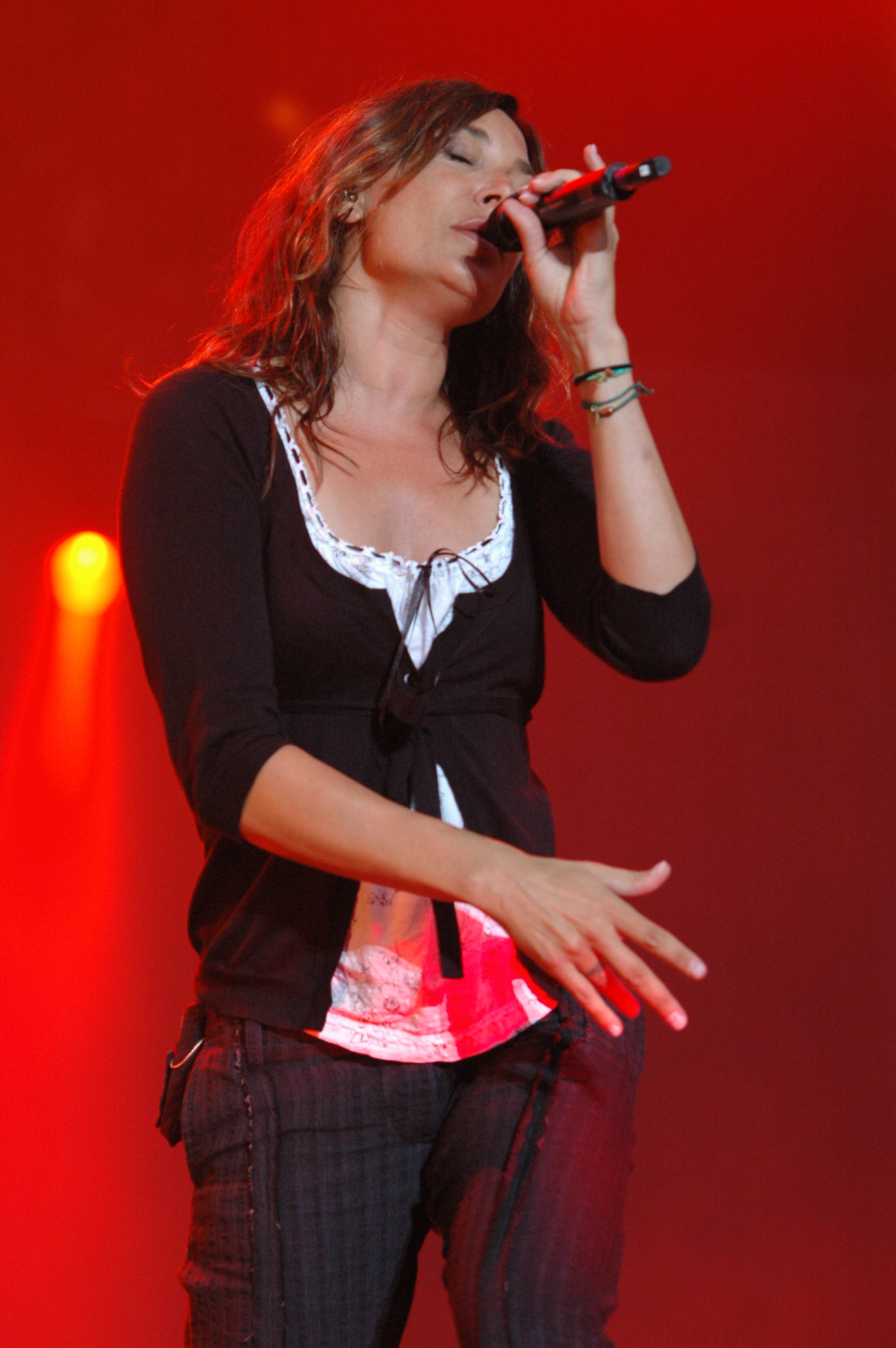
Zazie, artiste féminine de l'année

- Zazie
  - Enzo Enzo
  - Brigitte Fontaine
  - Patricia Kaas
  - Axelle Red

### Groupe ou artiste de l'année
- Noir Désir
  - Blankass
  - IAM
  - Native

### Groupe ou artiste révélation

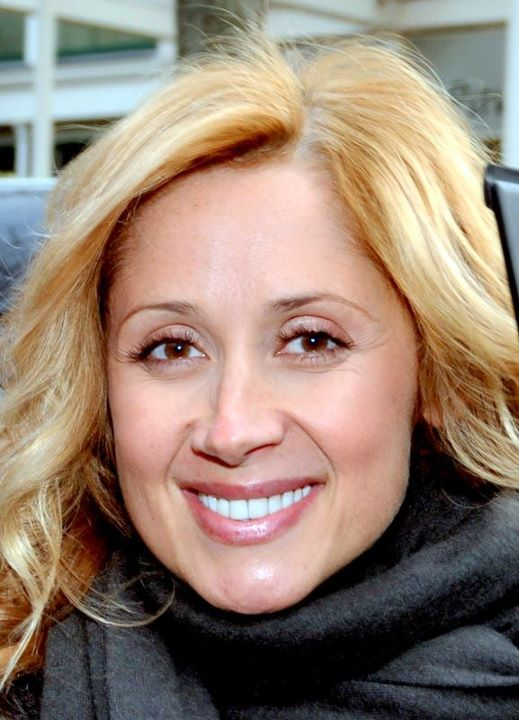
Lara Fabian, révélation de l'année

- Lara Fabian
  - Anggun
  - Doc Gyneco
  - Miossec
  - Tribal Jam

### Album de l'année
- L'École du micro d'argent de IAM
  - Julien de Julien Clerc
  - Baiser de Miossec
  - Savoir aimer de Florent Pagny
  - Salut de Michel Sardou

### Album dance
- 30 de Laurent Garnier
  - Génération Latino Dance de Los Del Sol
  - Mouvements de Spicy Box
  - Serialement vôtre de Snooze, DJ Cam, Dimitri From Paris et Charles Shi
  - Super discount d'Etienne de Crecy

### Chanson de l'année
- L'Homme pressé de Noir Désir
  - Les séparés de Julien Clerc
  - Lucie de Pascal Obispo
  - Savoir aimer de Florent Pagny
  - Tout de Lara Fabian

### Spectacle musical, tournée ou concert
- Sol En Si
  - Étienne Daho
  - Eddy Mitchell
  - Claude Nougaro
  - Pascal Obispo

### Vidéo-clip
- Savoir aimer de Florent Pagny réalisé par Sylvain Bergère
  - L'Homme pressé de  Noir Désir
  - J'ai pas de face d'Akhenaton
  - Les meilleurs ennemis de Zazie et Pascal Obispo
  - La saga de IAM

### Spectacle musical humoristique
- Il pleut des cordes de Le Quatuor
  - La millième à L'Olympia et Le music-hall du lundi de Chanson Plus Bifluorée
  - L'ultima récital de James et Vola
  - L'école des maris de Les Poubelles Boys
  - TSF de Tsf

### Album de musiques traditionnelles
- Finisterres de Dan Ar Braz et L'Héritage des Celtes
  - Baïda de Faudel
  - Era de Era
  - Izvoara de Les Yeux noirs
  - Le Chant basque de Oldarra

### Compositeur de musique de film
- Le Patient anglais de Gabriel Yared
  - Ma Vie en rose de Dominique Dalcan
  - Imuhar, une légende de Philippe Eidel
  - On connaît la chanson de Bruno Fontaine
  - Le cinquième élément d'Eric Serra

## Artistes à nomination multiple
- Florent Pagny (4)
- Pascal Obispo (4)
- Julien Clerc (3)
- Noir Désir (3)
- IAM (3)
- Anggun (2)
- Étienne Daho (2)
- Eddy Mitchell (2)
- Zazie (2)
- Miossec (2)
- Lara Fabian (2)

## Artistes à récompenses multiples
- Florent Pagny (2)
- Noir Désir (2)